# 피터 위스
피터 위스(영어: Peter Withe ˈwɪð[*], 1951년 8월 30일, 머지사이드 주 리버풀 ~)는 잉글랜드의 전직 축구 감독으로 1971년부터 1990년까지 활약한 스트라이커이다. 그는 노팅엄 포리스트에서 2부 리그에서 1976-77 시즌 승격을 했고, 앵글로스코티시 컵을 들어올렸으며, 1부 리그와 풋볼 리그컵을 1977-78 시즌에 들어올렸고, 1978년 채리티 실드도 우승했다. 뉴캐슬을 거쳐 그는 애스턴 빌라에서도 눈에 띌 만한 성과를 냈는데, 1980-81 시즌 1부 리그를 우승하고 1982년 유러피언컵 결승전에서 결승골을 넣었고, 같은 해 유러피언 슈퍼컵도 우승했다. 그는 잉글랜드 국가대표로 11경기를 출전해 1골을 기록했고, 1982년 월드컵 선수단 일원이었다.
은퇴 후, 그는 감독으로 활동했는데, 주로 동남아시아에 상주했다.

## 경기 방식
위스는 몸집이 크고, 훤칠한 키, 강인하며, 위력이 넘치는 위협적인 중앙 공격수였다. 공중 경합도 위협적이어서, 공을 가로채고, 동료들에게 믿을 구석이었다. 그는 예리하고, 빠른 공격 분담자와 나누어 공격을 전개했을 때 더 효율적으로 역할을 수행했다.

## 클럽 경력

### 초기 경력
그는 사우스포트에서 축구를 시작했지만, 1971년에 오랜 수습생 생활 끝에 떠났다. 같은 해, 그는 프레스턴 노스 엔드의 2군 경기에도 출전했지만, 배로로 이적해 1경기를 출전했다.(이 경기는 1972년 1월 1일에 친정 사우스포트를 상대한 경기였다) 그 후, 그는 남아프리카 공화국으로 건너갔다.
위스는 1973년부터 2년 동안 울버햄프턴 원더러스에서 활약했다. 그는 17번의 리그 경기에 출전해 3골을 넣었다.
1975년 여름, 위스는 북미 사커 리그(NASL)의 포틀랜드 팀버스 소속으로 미국 무대에 1년 머물렀다. 그는 22번의 경기에 출전해 17골 7도움을 기록했고, 팀버스의 리그 1위를 견인했고, 리그에서만 최고 개인 기록인 16골 6도움을 올렸다. 위스가 그 해 여름에 넣은 골은 팀버스 지지자들에게 가장 기억에 남는 골이 되었고, 그는 "미친 뚝배기" "노드의 마법사" 등의 별칭이 붙었다. 8월에 팀버스는 안방에서 30,000명이 지켜보는 가운데 2경기를 치렀는데, 이 관중수는 미국 축구계에서 전례 없는 관중수였다. 팀버스는 캘리포니아 주 산 호세에서 8월 24일에 열리는 리그 결승전인 사커 볼 '75에 진출했으나, 탬파 베이 라우디스에 0-2로 패했다.
위스는 1975년에 버밍엄 시티에 이적하면서 잉글랜드 중서부로 복귀했다. 그는 1년을 약간 넘는 기간 동안 35번의 리그 경기에서 9골을 기록했고, 1976-77 시즌 초에 구단을 떠났다.

### 노팅엄 포리스트
브라이언 클러프는 1975년 1월에 노팅엄 포리스트 감독으로 취임했다. 1976년 여름, 그는 더비 카운티에서 1971-72 시즌 리그를 같이 제패했던 피터 테일러를 불러 수석 코치로 명했다. 테일러가 포리스트에 입단하면서, 구단의 운이 급상승세를 탔다. 포리스트는 당시 25세였던 위스를 영입했고, 1976년 9월 25일에 첫 경기를 치렀다. 그는 5-1로 이긴 칼라일 유나이티드와의 2부 리그 경기에서 처음 출전해 득점을 올렸고, 존 오헤어와 협력했다. 위스는 1976년 11월 3일에 에어 유나이티드와의 앵글로스코티시 컵 경기에서 새 공격수와 조합되었고, 이 경기를 2-0으로 이겼다. 토니 우드콕이 1군에 합류하여, 위스의 신장, 힘, 그리고 강인함을 민첩함과 예측력으로 상호 보완할 수 있게 되었다. 위스와 우드콕이 에어를 상대로 나란히 득점포를 가동했다. 위스는 이 시즌에 19골을 넣으며 구단 득점 1위로 마쳤고, 우드콕도 17골로 구단 내 득점 2위였으며, 11월에 시즌 첫 경기를 치렀지만, 포리스트 올해의 선수로 선정되었다. 포리스트의 클러프 감독 체제에서 들어올릿 첫 우승컵은 그 시즌 12월에 오리엔트를 2경기 끝에 앵글로스코티시 컵 결승전에서 이기면서 쟁취했다. 위스는 1-1로 비긴 1976년 12월 13일 1차전 경기를 치르고, 2차전에서 4-0으로 이길 당시 결장했다. 포리스트는 시즌 끝에 2부 리그를 3위로 마쳐 1부 리그로의 승격을 이룩했다.
위스와 우드콕은 포리스트에서 1977-78 시즌에 1부 리그와 풋볼 리그컵을 동시에 석권했다. 둘은 각각 19골씩 득점하며 포리스트의 구단 공동 최다 득점자가 되었다. 위스는 1978년 8월 12일에 열린 입스위치 타운과의 채리티 실드 경기에서 득점하며 5-0 승리에 일조했다. 1-1로 비긴 토트넘 홋스퍼와의 안방 경기 후, 포리스트는 27번째 생일을 앞둔 그 달에 £225,000에 방출했다. 위스는 포리스트의 99번의 1군 공식 경기에 출전해 39골을 기록했다. 이 중 리그 무대에서 75번의 경기에 출전해 28골을 기록했다. 그다음 3경기에서 그의 자리를 차지한 선수는 스티브 엘리엇이었지만, 출전한 경기를 무득점으로 침묵했다. 등번호 9번의 새 주인공은 22세였던 게리 버틀스의 몫이 되었는데, 그는 주전으로 도약해 그 해와 그 이듬해 포리스트에서 유러피언컵을 들어올리는 공을 세웠다.

### 뉴캐슬 유나이티드
위스의 다음 행선지는 뉴캐슬 유나이티드로, £225,000에 당시 2부 리그에 속한 구단에 합류했다. 그는 1-1로 비긴 루턴 타운과의 안방 경기에서 신고식을 치렀다. 그는 2년 동안 76번의 리그 경기에 출전해 25골을 넣었다.

### 애스턴 빌라

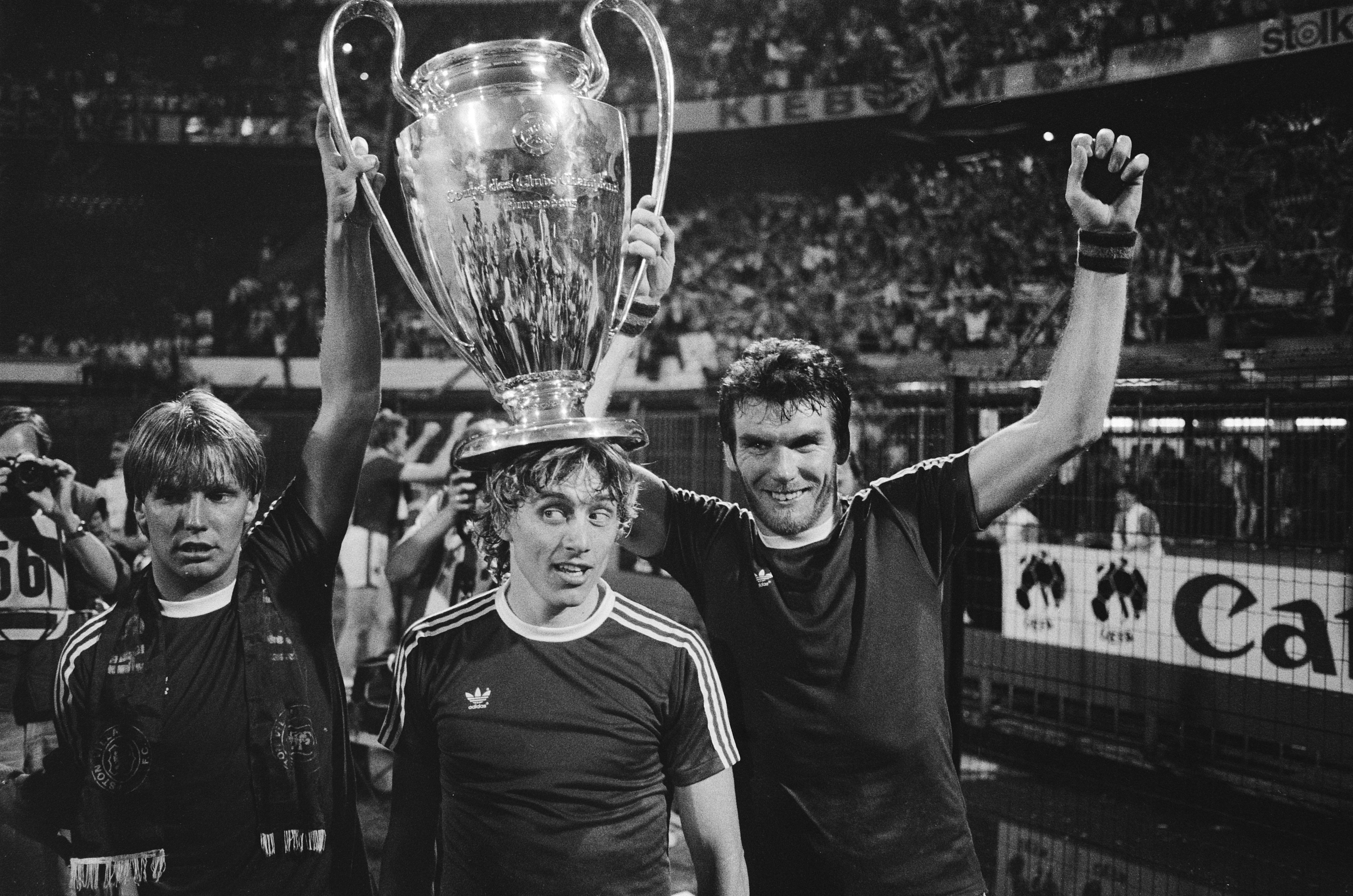
1982년 5월 26일, 1981-82 시즌 유러피언컵 우승을 자축하는 피터 위스(우측), 게리 쇼, 그리고 토니 몰리

론 손더스가 1980-81 시즌 개막을 앞두고 애스턴 빌라로 그를 영입했는데, 당시 £500,000의 이적료를 들여 구단 역대 최고 이적료를 갱신했다. 그는 시즌이 개막한 그 달 말에 29세가 되었다. 위스는 주력과 예측력이 있는 게리 쇼와 공격을 분담했고, 위스는 포리스트 시절 토니 우드콕과 조합되어 활약할 때처럼 최적의 조건에서 뛰었다. 위스는 빌라 파크에서의 3년차까지 트로피를 꾸준히 들어올렸다. 위스는 36번의 경기에서 20골을 기록해 애스턴 빌라 1년차에 토트넘 홋스퍼의 스티브 아치볼드와 공동 득점왕에 등극했고, 1부 리그 우승을 거두었다. 위스와 토트넘의 마크 팔코는 나란히 1981년 채리티 실드 경기에서 2골씩 득점해 경기를 2-2로 마쳤다.
위스는 바이에른 뮌헨과의 1982년 유러피언컵 결승전에 출전해 1-0 결승골을 기록했다. 그 다음 시즌 초, 위스는 1982년 유러피언 슈퍼컵 경기에 출전해 바르셀로나에 합계 3-1로 이겼다.
그는 빌라 소속으로 200경기 넘게 출전해 90골을 기록했다. 그는 5년 만에 이적하였는데 이 순간을 "현역 시절 가장 씁쓸한 순간"으로 회자했다.

### 현역 말년
그는 이후 세필드 유나이티드에서 1985년부터 1988년까지 3년동안 74번의 리그 경기에 출전해 18골을 기록했다. 그는 3년차에 8번의 리그 경기에서 2골을 기록한 후, 전 소속 구단인 버밍엄 시티로 임대되었다. 그는 허더즈필드 타운에서 1988년부터 1990년까지 38번의 리그 경기를 출전한 뒤 은퇴했다.

## 국가대표팀 경력
그의 첫 국가대표팀 경기는 1981년 5월 12일에 안방에서 0-1로 패한 브라질과의 친선경기였다. 그의 첫 4번의 잉글랜드 국가대표팀 경기에서 1승도 거두지 못했는데, 웨일스와 비기고 스코틀랜드와 노르웨이에 패했다. 잉글랜드 국가대표팀 경기에 11번 출전한 위스는 1골을 기록했고, 스페인에서 열린 1982년 월드컵 명단에 이름을 올려, 월드컵 본선에 최초로 발탁된 애스턴 빌라 선수였다. 그는 1983년 4월 27일에 헝가리를 상대로 한 본인의 7번째 경기에서 득점을 올렸다. 그가 마지막으로 출전한 국가대표팀 경기는 1984년 11월 14일에 8-0으로 이긴 튀르키예전이었다. 위스는 국가대표팀에 출전한 경기에서 5승 3무 3패를 기록했다.

## 감독 경력
위스는 애스턴 빌라에 1991년 1월에 감독의 사단으로 복귀했다. 이 시기에, 그는 애스턴 빌라의 2군 경기에 1번 출전하기도 했다.
위스는 윔블던 감독직을 잠깐 맡기도 했는데, 1991년 10월에 애스턴 빌라 2군 감독을 맡다가 레이 하퍼드의 사퇴로 취임했다. 위스가 취임할 당시 썩 성공적이지 못했는데, 13번의 리그 경기에서 1승에 그쳤고, 그의 지도 방식에 선수들이 불만을 표하면서, 취임 105일만에 해임되었고, 후임으로 구단 유소년 감독인 조 키니어가 취임했다.
위스는 지도자 활동을 계속했는데, 태국 국가대표팀을 이끌고 소기의 성과를 낸 후, 2007년 1월 18일까지 인도네시아 국가대표팀을 지도했다. 그는 태국 감독 시절인 2000년과 2002년에 우승하고, 2004년 대회에서 인도네시아를 이끌고 준우승한 동남아시아 축구 연맹 선수권 대회에서 조기에 탈락하면서 해임되었다. 그는 아랍에미리트와의 경기에서 반바지를 입은 이유로 태국에서 감독일을 잠시 할 수 없었다. 태국 축구 협회장은 그가 정장을 입었어야 했다고 말했다.
그는 잉글랜드의 리그에 속하지 않은 스톡포트 스포츠를 2012년 4월부터 11월까지 이끌기도 했다.

## 사생활
그의 동생 크리스도 축구 선수로, 브래드퍼드 시티에서 활약했다. 위스의 아들 제이슨도 전직 축구 선수이자 감독이다.

## 수상

### 선수
포틀랜드 팀버스
- 북미 사커 리그: 1975

노팅엄 포리스트
- 1부 리그: 1977–78
- 풋볼 리그컵: 1977–78
- 채리티 실드: 1978
- 앵글로스코티시 컵: 1976

애스턴 빌라
- 1부 리그: 1980–81
- 채리티 실드: 1981
- 유러피언컵: 1981–82
- 유러피언 슈퍼컵: 1982

개인
- 뉴캐슬 유나이티드 올해의 선수]]: 1978–79[31]

### 감독
태국
- 동남아시아 축구 연맹 선수권 대회: 2000, 2002
- 동남아시아 경기 대회: 1999

인도네시아
- 동남아시아 축구 연맹 선수권 대회 준우승: 2004